# Шиндлер, Аллен
Аллен Р. Шиндлер-младший (англ. Allen R. Schindler Jr.; 13 декабря 1969 года, Чикаго-Хайтс, Иллинойс, США — 27 октября 1992 года, Сасебо, Нагасаки, Япония) — американский старшина-радист третьего класса военно-морских сил США, который был убит за то, что был геем. Он был убит в общественном туалете в Сасебо, Япония, Терри М. Хелви, который действовал с помощью сообщника, Чарльза Э. Вина, в том, что Esquire назвал «жестоким убийством». Этот случай стал синонимом дебатов о ЛГБТ-военных в армии США, которые назревали в стране и достигли кульминации в политике «Не спрашивай, не говори».
Семья Шиндлера смогла опознать его только по татуировкам на руках. Весной 1993 года о его убийстве писали на первых полосах газет. Позже этот случай был описан в The New York Times и Esquire. События, связанные с убийством Шиндлера, стали темой эпизода «20/20» на канале ABC и были показаны в телефильме 1997 года «Ради моего сына». В 1998 году «Ради моего сына» получил премию GLAAD в номинации «Лучший телефильм».

## Ранняя жизнь и служба
Аллен Р. Шиндлер-младший родился 13 декабря 1969 года в Чикаго-Хайтс, округ Кук, штат Иллинойс, в семье Дороти Хайдис, ныне известной как Клаузен или Хайдис-Клаузен, и Аллена Шиндлера-старшего. Родители развелись, когда ему было четыре года. Шиндлер был третьим из четырёх детей и воспитывался в христианской вере. У него было две старшие сестры, Барбара и Кэти Эйкхофф, и один младший сводный брат, Уильям «Билли» Хайдс. Семья Шиндлера была связана с военно-морским флотом; его дед служил во Второй мировой войне, а отчим пережил потопление линкора USS Arizona в Перл-Харборе. Следуя их примеру, Шиндлер поступил на службу в армию, когда учился в старшем классе средней школы Блум. Он окончил Военно-морскую академию Великих озёр в ноябре 1988 года.
Шиндлер служил в Военно-морских силах США в течение четырёх лет (1988–1992) в качестве радиста на кораблях USS San Jose, USS Midway и десантном корабле USS Belleau Wood, базировавшемся в Сасебо, Нагасаки. Там он находился в момент своей гибели.
В январе 1991 года Шиндлер был назначен на военный корабль США USS Midway. Одиннадцать месяцев, которые он провёл на борту корабля, были его самыми счастливыми днями во флоте.[11] Шиндлер получил нашивку за участие в кампании «Буря в пустыне». В декабре Шиндлера перевели на военный корабль США USS Belleau Wood, и преследование началось почти сразу. По словам нескольких его друзей, Шиндлер неоднократно жаловался на преследование геев своему начальству в марте и апреле 1992 года, ссылаясь на такие инциденты, как заклеивание его шкафчика и частые комментарии товарищей по кораблю, такие как «На этом корабле есть педик, и он должен умереть». Жалобы Шиндлера продолжали оставаться без ответа. К сентябрю он достиг критической точки и попросил о встрече с капитаном, но его просьба была отклонена. Находясь на пути из Сан-Диего, Калифорния, в Сасебо, военный корабль США USS Belleau Wood сделал короткую остановку в Перл-Харборе, Гавайи. Позже, по пути в Японию, Шиндлер передал несанкционированное заявление «2-Q-T-2-B-S-T-R-8» (слишком милый, чтобы быть «натуралом») по защищенным каналам, достигшим большей части Тихоокеанского флота.
24 сентября Шиндлер встретился с исполняющим обязанности капитана судна USS Belleau Wood. На встрече в присутствии корабельного капеллана Шиндлер официально заявил, что он гей, и потребовал перевода и увольнения. Шиндлер также проинформировал своего командира, капитана Дугласа Дж. Брэдта, и сотрудника по правовым вопросам корабля, капитана Бернарда Мейера. Ему сказали, что оформление его выписки займет две недели, но его начальство настояло, чтобы он оставался на своем корабле до завершения процесса. Хотя Шиндлер знал, что его безопасность под угрозой, он подчинился приказу. На следующий день Шиндлера вызвали к капитану за несанкционированное радиосообщение. Он просил закрыть слушание в целях конфиденциальности, но капитан Брэдт проигнорировал его просьбу, и оно было открытым, на нем присутствовали от двухсот до трехсот человек. Шиндлер не делал открытых признаний в своей гомосексуальности на мачте. Некоторые товарищи по кораблю восприняли это как приглашение безнаказанно преследовать его. Звание Шиндлера было снижено с RM1 до RM3, и он был подвергнут тридцатидневному содержанию на борту корабля. Он смог покинуть корабль только через несколько недель после прибытия в Сасебо и за четыре дня до своей смерти.
В последние дни своей жизни Шиндлер занимал руководящую должность на USS Belleau Wood, где он обучал самообороне и политической активности. Шиндлер подружился с тремя гражданскими артистами, работавшими в Сасебо, которые впоследствии сыграли важную роль в привлечении внимания общественности к деталям его убийства.

## Убийство
Во вторник, 27 октября 1992 года, примерно в 23:00, авиационный стажёр Терри М. Хелви, который был членом метеорологического отдела корабля Belleau Wood (операционный отдел OA, операционный департамент), и его сообщник, авиационный стажёр Чарльз Э. Винс, последовали за Шиндлером в общественный туалет в парке Сасебо рядом с военно-морской базой США в Сасебо, Нагасаки. Там Хелви ударил, душил и пинал Шиндлера, затем ногами забил его до смерти. Винс, который иногда присоединялся к этому, позже рассказал:
Это выглядело так, будто он пинал футбольный мяч. Я постоянно слышал удары каждый раз, когда он бил его... Хелви ударил Шиндлера по левой стороне головы не менее пяти-десяти раз очень сильно. Кровь была повсюду. Его [Шиндлера] лицо было покрыто кровью. Затем Хелви начал бить и топтать Шиндлера по груди и торсу... Всё произошло так быстро. Он использовал правую ногу большую часть времени. Я не могу сказать, сколько раз он бил и топтал его по груди, но это было несколько раз. Это продолжалось не менее тридцати секунд. Последнее, что он сделал перед тем, как я ушёл, — я увидел, как Хелви топнул по горлу Шиндлера. Он очень сильно наступил на его горло, а затем всем своим весом навалился на него.
Ключевой свидетель, матрос Джонатан Витте с корабля, видел, как Хелви неоднократно топтал тело Шиндлера, при этом пел. Затем Витте побежал за патрульными береговой охраны, которые находились поблизости, что испугало Хелви и Винса, и они выбежали из туалета. Витте вернулся с патрульными береговой охраны менее чем через 30 секунд и увидел Шиндлера, лежащего на полу и пытающегося дышать через полный рот крови. Витте и патрульные береговой охраны отнесли Шиндлера к близлежащему мосту Альбукерке, где он скончался от полученных травм. Витте ранее встречался с Шиндлером за два дня до убийства, но из-за тяжести травм не смог его узнать. Второй свидетель нападения, друг и товарищ Шиндлера по кораблю Кит Симс, также не смог его опознать. Шиндлера доставили в медицинский пункт на базе в 23:50, где медицинский персонал пытался спасти его жизнь в течение девятнадцати минут. Он был объявлен мёртвым в 00:09 28 октября.
У Шиндлера было «не менее четырех смертельных травм головы, грудной клетки и живота». У него было сломано восемь ребер, лицо и голова были раздроблены, а глазные яблоки разорваны и повреждены. Нос был сломан, верхняя челюсть сломана, вся средняя часть лица была отделена и свободно болталась. На поверхности шеи, головы и грудной клетки были ушибы и порезы; ушибы также были на мозге, легких и сердце. Перикардиальная сумка вокруг сердца была заполнена 250 миллилитрами крови, «достаточно, чтобы наполнить стакан сока». Печень была превращена в кашицу, «как помидор, раздавленный внутри кожуры». Удар в грудь разорвал аорту с «силой удара, превышающей 20 G». Мочевой пузырь был разорван, пенис был ушиблен и разорван, а на лбу и груди были «отпечатки подошвы обуви», что разрушило «каждый орган в его теле», оставив «почти неузнаваемый труп». Джонатан Витте был вызван для подробного объяснения военной комиссии, как выглядела сцена преступления, но отказался, так как в зале суда присутствовали мать и сестра Шиндлера. Командир ВМС Эдвард Килбейн, медицинский эксперт, проводивший вскрытие тела Шиндлера, сравнил травмы Шиндлера с травмами жертвы смертельного конского наезда, заявив, что они были хуже, «чем повреждения человека, затоптанного лошадью; они были похожи на те, что могут быть получены при высокоскоростном столкновении автомобиля или авиакатастрофе на низкой скорости». После прочтения медицинского отчета Шиндлера, Хайдис-Клаузен сказала, что «почти все было повреждено, кроме сердца».

## Раскрытие подробностей
Военно-морские силы не предоставили подробной информации об обстоятельствах убийства как средствам массовой информации, так и семье погибшего, особенно его матери, Дороти Хайдс-Клаузен. Официальные лица ВМС не включили в дело личные вещи Шиндлера: бортовой журнал, в котором он записывал своё время на борту, и записи, которые он писал по совету друзей, о домогательствах.
После убийства Шиндлера ВМС отрицали получение каких-либо жалоб на домогательства и отказывались публично обсуждать дело или публиковать отчёт японской полиции об убийстве.
Несколько членов экипажа сообщили о домогательствах до и после смерти Шиндлера. Кит Симс заявил, что сообщал о домогательствах со стороны Хелви и Винса юристу корабля, капитану Бернарду Мейеру, но никаких действий предпринято не было. В документальном телесериале 2018 года «1990-е: Самое смертоносное десятилетие» Джонатан Витте заявил, что лично подвергался угрозам со стороны капитана Брэдта и старшего офицера.
ВМС назвали свою неспособность сообщить Хайдс-Клаузен, матери Шиндлера, о военном трибунале над Вином «бюрократической ошибкой». С помощью ветеранов движения за права ЛГБТК Майкла Петрелиса и Мириам Бен-Шалом Хайдиc-Клаузен удалось привлечь внимание общественности к делу Шиндлера.. В 2015 году, после 23 лет неоднократных запросов Петрелиса в соответствии с Законом о свободе информации, ВМС опубликовали окончательный отчёт на 900 страницах, в котором признавалось, что Шиндлер подвергался преследованиям. Петрелис заявил:
Аллену Шиндлеру было суждено стать еще одним убитым и забытым геем. Теперь, спустя 23 года после его смерти, мы, наконец, делимся всеми подробностями его убийства. Поступая таким образом, мы чтим его память в День ветеранов 2015. Люди должны знать, какую роль правительственная гомофобия сыграла в его убийстве и последующем сокрытии.
7 ноября 1992 года в Чикаго-Хайтс, штат Иллинойс, прошли поминки по Шиндлеру. Он был похоронен со всеми воинскими почестями. За день до этого, когда семья Шиндлера пришла в похоронное бюро, его мать настояла на том, чтобы гроб открыли, несмотря на рекомендации военных против этого. «Там был моряк в парадной форме... но он совсем не был похож на мальчика, которого я целовала два месяца назад», - сказала Хайдис-Клаузен. На поминках сестра Шиндлера, Кэти, попросила снова открыть гроб. Его опознали только по татуировкам на руках, так как лицо было сильно изуродовано.

## Судебное разбирательство и результаты
Во время судебного разбирательства Хелви отрицал, что убил Шиндлера из-за того, что он был геем, заявив: «Я нападал на него не потому, что он был гомосексуалистом», но доказательства, представленные следователем ВМС Кенноном Ф. Прайветтом в ходе допроса Хелви на следующий день после убийства, показали обратное. «Он сказал, что ненавидит гомосексуалистов. Они вызывали у него отвращение», — сказала Прайветт. Говоря об убийстве Шиндлера, Прайветт процитировала слова Хелви: «Я не жалею об этом. Я бы сделал это снова... Он это заслужил». Затем Хелви сказал Прайветт, что ему «всегда было интересно, каково это — убить человека». Когда Прайветт предложила ему выразить некоторое раскаяние, Хелви возложил вину за нападение на Шиндлера на ВМС, сказав: «Я сожалею, что произошел этот инцидент, и я чувствую, что его можно было бы предотвратить, если бы гомосексуалисты не были допущены в армию».
3 мая, стремясь избежать возможного смертного приговора, Хелви признал себя виновным в непредумышленном убийстве, за которое максимальное наказание — пожизненное заключение.
27 мая 1993 года Хелви был признан виновным в убийстве военным судом и уволен с позором. Капитан Дуглас Дж. Брэдт, который скрывал инцидент, был переведен на береговую службу во Флориду. Хелви отбывает пожизненное заключение. По закону ему ежегодно предоставляется право на помилование, и он имеет право на условно-досрочное освобождение с 2002 года. Первоначально он содержался в Дисциплинарном лагере Соединенных Штатов. По состоянию на 2024 год он находится в федеральной тюрьме строгого режима Гринвилля в Иллинойсе под номером заключенного 13867-045.
Соучастник Хелви, Чарльз Э. Винс, признался в своей роли в избиении Шиндлера, признав, что ударил Шиндлера один раз по голове и три раза по ребрам, когда тот лежал на полу . 23 ноября 1992 года Винсу было разрешено заключить сделку о признании вины по трем менее тяжким обвинениям: несообщение о серьезном преступлении, сокрытие правонарушения и сопротивление аресту . В обмен на показания против Хелви Винсу было назначено наказание в виде четырех месяцев лишения свободы; он отбыл в общей сложности 78 дней, прежде чем был уволен из ВМС.

## Влияние
События, связанные с убийством Шиндлера, были освещены в эпизоде телепередачи «20/20» и показаны в телевизионном фильме 1997 года «Ради моего сына». В 1998 году фильмполучил премию GLAAD Media Award в номинации «Лучший телевизионный фильм». В 2001 году описание убийства Шиндлера было включено в трибьют MTV, посвящённый жертвам преступлений на почве ненависти, в рамках их кампании по борьбе с дискриминацией. В 1993 году в ответ на убийство Шиндлера по всей стране были организованы несколько акций с зажжением свечей и маршей. Художник и дизайнерская команда Bureau (Марлен Маккарти и Дональд Моффетт) создали серию плакатов, посвящённых жизни Шиндлера и осуждающих его убийство. Плакаты под названием «В честь Аллена Р. Шиндлера» были распространены по всему Нью-Йорку и экспонировались на национальном уровне, прежде чем были показаны в Новом музее в 2013 году.. В интервью 2019 года с Моффетом Дэн Камерон вспоминал, что видел эти плакаты в 1993 году:
Вы дали мне возможность почувствовать: «Я имею право оплакивать Аллена Шиндлера как человека, которого убили из ненависти, но который заслуживает того, чтобы о нём помнили с любовью». И это как раз о его месте в природе, а не в социальной истории
Мать Шиндлера, Дороти Хайдис-Клаузен, стала активисткой движения за права геев после его смерти. В 1992 году она получила премию Яна Лайона Международной национальной кожевенной ассоциации за региональную или местную работу. В апреле 1993 года она участвовала в Марше на Вашингтон за равные права и освобождение лесбиянок, геев и би, а 27 июня она возглавила гей-парад в Чикаго. В 2011 году Хайдис-Клаузен отправилась в Вашингтон, округ Колумбия, чтобы отпраздновать отмену закона «Не спрашивай, не говори». «Я так счастлива, что „Не спрашивай, не говори“ отменили», — сказала она,— «Я просто надеюсь, что теперь больше не будет смертей, подобных смерти Аллена Шиндлера».
Дело Шиндлера было представлено в восьмом эпизоде первого сезона документального сериала о преступлениях «1990-е: Самое жестокое десятилетие», который вышел на канале Investigation Discovery 7 января 2019 года. Эпизод под названием «Не спрашивай, не говори» подробно описал события, приведшие к убийству Шиндлера, и включал выдержки из его дневника и отчета о вскрытии, а также детали из 900-страничного дела Майкла Петрелиса на Шиндлера и письменное признание Хелви. В интервью участвовали Петрелис, Хайдис-Клаузен, Джонатан Витте и бывший репортер Stars and Stripes Рик Роджерс.
В 2020 году ветеран ВМС США Шон Вашингтон почтил память Шиндлера по случаю 28-й годовщины его смерти в вирусном посте в социальных сетях, в котором поделился своим опытом офицера-гея ВМС, служившего во время действия закона «Не спрашивай, не говори». Вашингтон завершил публикацию, поблагодарив Шиндлера и его мать за то, что они повлияли на его жизнь и помогли восстановить его напряженные отношения с собственной матерью.
Шиндлер похоронен в мемориальном саду Эвергрин-Хилл в Стегере, округ Уилл, штат Иллинойс. Дата смерти на надгробии Шиндлера указана как 28 октября 1992 года в соответствии с врачебным заключением о смерти.

## Внешние ссылки
- Allen R. Schindler, Jr. FB Memorial Page
- Memorial Hall: Allen Schindler, Jr.
- Allen Schindler, Jr. news via Servicemembers Legal Defense Network
- Crime of Gay Hate, the murder of Allen Schindler
- Any Mother's Son (англ.) на сайте Internet Movie Database
- Шиндлер, Аллен (англ.) на сайте Find a Grave